# 47 Cassiopeiae
47 Cassiopeiae (47 Cas / HD 12230 / HR 581) és un estel a la constel·lació de Cassiopea de magnitud aparent +5,28. S'hi troba a 109 anys llum de distància del sistema solar.
47 Cassiopeiae és un estel blanc-groc de la seqüència principal de tipus espectral F0V. És semblant a les components del sistema estel·lar Porrima (γ Virginis), sent la seva temperatura efectiva de 6.966 K i la seva lluminositat bolomètrica 7,2 vegades major que la lluminositat solar. Està entre les 100 estrelles més brillants a la regió de rajos X situades a menys de 50 parsecs de distància; la seva lluminositat en aquesta zona de l'espectre és de 23,62 x 1022 W. El seu radi —estimat a partir de la seva lluminositat bolomètrica— pot ser 2,4 més gran que el del Sol i gira sobre si mateixa amb una velocitat de rotació d'almenys 55 km/s. Té una massa aproximadament un 50% major que la massa solar i una edat aproximada de 1.300 milions d'anys. La seva composició química és comparable a la del Sol; així, el seu índex de metal·licitat [Fe/H] és igual a -0,05.
Un estel de magnitud +9,5, visualment a 96 segons d'arc, pot estar físicament vinculada a 47 Cassiopeiae.